# Campeonato Sub-22 de la AFC 2013
El Campeonato Sub-22 de la AFC 2013 fue la primera edición de este torneo de fútbol a nivel de selecciones sub-23 organizado por la AFC y que contó con la participación de 16 selecciones preolímpicas de Asia.
El torneo se trasladó a jugarse en enero del 2014 debido al Campeonato de Fútbol del Este de Asia, el cual se celebró en el 2013.
Solo dos naciones se postularon como la sede de esta edición, la cual se le fue acreditada a Omán por encima de Tailandia en la votación.

## Sedes
Tres estadios albergaron el certamen, todos en la Gobernación de Mascate.
| Mascate                              | Mascate                            | Seeb              |
| ------------------------------------ | ---------------------------------- | ----------------- |
| Complejo Deportivo del Sultán Qaboos | Estadio de la Policía Real de Omán | Estadio Al-Seeb   |
| Capacidad: 30,000                    | Capacidad: 15,000                  | Capacidad: 14,000 |
|                                      |                                    |                   |

## Clasificación
16 selecciones clasificaron en una eliminatoria en la que formaron parte 41 selecciones sub-23 de Asia, y los clasificados fueron:
| - Australia - China - Irán - Irak - Japón - Jordania - Corea del Norte - Corea del Sur | - Kuwait - Birmania - Omán - Arabia Saudita - Siria - Emiratos Árabes Unidos - Uzbekistán - Yemen |

## Fase de grupos
El sorteo de los grupos se realizó en Mascate, Omán el 24 de agosto del 2013.

### Grupo A
| Nación        | J | G | E | P | GF | GC | Pts | Sal |
| ------------- | - | - | - | - | -- | -- | --- | --- |
| Jordania      | 3 | 2 | 1 | 0 | 8  | 2  | 7   | +6  |
| Corea del Sur | 3 | 2 | 1 | 0 | 6  | 1  | 7   | +5  |
| Omán          | 3 | 1 | 0 | 2 | 4  | 3  | 3   | +1  |
| Birmania      | 3 | 0 | 0 | 3 | 1  | 13 | 0   | -12 |

| 11 de enero de 2014 | Corea del Sur     | 1–1     | Jordania                 | Royal Oman Police Stadium, Mascate                         |                                                            |
|                     | Lim Chang-Woo 43' | Reporte | Lim Chang-Woo 31' (a.g.) | Asistencia: 400 espectadores Árbitro(s): Mohd Amirul Izwan | Asistencia: 400 espectadores Árbitro(s): Mohd Amirul Izwan |

| 11 de enero de 2014 | Omán                                            | 4–0     | Birmania | Sultan Qaboos Sports Complex, Mascate                 |                                                       |
|                     | Saleh 28' · Al Hasani 62' · Al-Hamhami 73', 78' | Reporte |          | Asistencia: 4000 espectadores Árbitro(s): Jumpei Iida | Asistencia: 4000 espectadores Árbitro(s): Jumpei Iida |

| 13 de enero de 2014 | Myanmar | 0–3     | Corea del Sur                                            | Royal Oman Police Stadium, Mascate                                  |                                                                     |
|                     |         | Reporte | Baek Sung-Dong 32' · Yun Il-Lok 61' · Moon Chang-Jin 78' | Asistencia: 103 espectadores Árbitro(s): Mohanad Qasim Eesee Sarray | Asistencia: 103 espectadores Árbitro(s): Mohanad Qasim Eesee Sarray |

| 13 de enero de 2014 | Jordania    | 1–0     | Omán | Sultan Qaboos Sports Complex, Mascate                  |                                                        |
|                     | Qwaider 59' | Reporte |      | Asistencia: 7000 espectadores Árbitro(s): Liu Kwok Man | Asistencia: 7000 espectadores Árbitro(s): Liu Kwok Man |

| 15 de enero de 2014 | Omán | 0–2     | Corea del Sur                       | Sultan Qaboos Sports Complex, Mascate             |                                                   |
|                     |      | Reporte | Kim Kyung-Jung 62' · Yun Il-Lok 80' | Asistencia: 6000 espectadores Árbitro(s): Ma Ning | Asistencia: 6000 espectadores Árbitro(s): Ma Ning |

| 15 de enero de 2014 | Jordania                                                       | 6–1     | Birmania            | Royal Oman Police Stadium, Mascate                       |                                                          |
|                     | Al-Dardour 29', 37', 79' · Za'tara 53' · Khadr 83' · Samir 90' | Reporte | Maung Maung Soe 27' | Asistencia: 250 espectadores Árbitro(s): Fahad Almirdasi | Asistencia: 250 espectadores Árbitro(s): Fahad Almirdasi |

### Grupo B
| Nación                 | J | G | E | P | GF | GC | Pts | Sal! |
| ---------------------- | - | - | - | - | -- | -- | --- | ---- |
| Siria                  | 3 | 2 | 1 | 0 | 3  | 1  | 7   | +2   |
| Emiratos Árabes Unidos | 3 | 1 | 2 | 0 | 2  | 1  | 5   | +1   |
| Corea del Norte        | 3 | 1 | 1 | 1 | 3  | 2  | 4   | +1   |
| Yemen                  | 3 | 0 | 0 | 3 | 1  | 5  | 0   | -4   |

| 11 de enero de 2014 | Corea del Norte                        | 3–1     | Yemen     | Estadio Al-Seeb, Seeb                                                       |                                                                             |
|                     | Jo Kwang 4', 56' · Pak Kwang-Ryong 40' | Reporte | Sadam 23' | Asistencia: 150 espectadores Árbitro(s): Muhammad Taqi Aljaafari Bin Jahari | Asistencia: 150 espectadores Árbitro(s): Muhammad Taqi Aljaafari Bin Jahari |

| 11 de enero de 2014 | Emiratos Árabes Unidos | 1–1     | Siria    | Estadio Al-Seeb, Seeb                                                    |                                                                          |
|                     | Saif 38'               | Reporte | Mido 35' | Asistencia: 220 espectadores Árbitro(s): Yaqoob Said Abdullah Abdul Baqi | Asistencia: 220 espectadores Árbitro(s): Yaqoob Said Abdullah Abdul Baqi |

| 13 de enero de 2014 | Siria          | 1–0     | Corea del Norte | Estadio Al-Seeb, Seeb                                           |                                                                 |
|                     | Al Nakdali 58' | Reporte |                 | Asistencia: 130 espectadores Árbitro(s): Hettikamkanamge Perera | Asistencia: 130 espectadores Árbitro(s): Hettikamkanamge Perera |

| 13 de enero de 2014 | Yemen | 0–1     | Emiratos Árabes Unidos | Royal Oman Police Stadium, Mascate                       |                                                          |
|                     |       | Reporte | Saeed 6'               | Asistencia: 200 espectadores Árbitro(s): Fahad Almirdasi | Asistencia: 200 espectadores Árbitro(s): Fahad Almirdasi |

| 15 de enero de 2014 | Corea del Norte | 0–0     | Emiratos Árabes Unidos | Estadio Al-Seeb, Seeb                                |                                                      |
|                     |                 | Reporte |                        | Asistencia: 203 espectadores Árbitro(s): Iida Jumpei | Asistencia: 203 espectadores Árbitro(s): Iida Jumpei |

| 15 de enero de 2014 | Siria          | 1–0     | Yemen | Royal Oman Police Stadium, Mascate                                  |                                                                     |
|                     | Al Nakdali 26' | Reporte |       | Asistencia: 100 espectadores Árbitro(s): Mohanad Qasim Eesee Sarray | Asistencia: 100 espectadores Árbitro(s): Mohanad Qasim Eesee Sarray |

### Grupo C
| Nación    | J | G | E | P | GF | GC | Pts | Sal |
| --------- | - | - | - | - | -- | -- | --- | --- |
| Australia | 3 | 2 | 0 | 1 | 2  | 4  | 6   | -2  |
| Japón     | 3 | 1 | 2 | 0 | 7  | 3  | 5   | +4  |
| Irán      | 3 | 1 | 1 | 1 | 6  | 5  | 4   | +1  |
| Kuwait    | 3 | 0 | 1 | 2 | 1  | 4  | 1   | -3  |

| 12 de enero de 2014 | Australia | 1–0     | Kuwait | Royal Oman Police Stadium, Mascate               |                                                  |
|                     | Kitto 70' | Reporte |        | Asistencia: 500 espectadores Árbitro(s): Ma Ning | Asistencia: 500 espectadores Árbitro(s): Ma Ning |

| 12 de enero de 2014 | Japón                                  | 3–3     | Irán                               | Royal Oman Police Stadium, Mascate                            |                                                               |
|                     | Harakawa 9' · Asano 30' · Nakajima 66' | Reporte | Barzay 7' · Rezaei 49' (pen.), 55' | Asistencia: 305 espectadores Árbitro(s): Fahad Jaber Al-Marri | Asistencia: 305 espectadores Árbitro(s): Fahad Jaber Al-Marri |

| 14 de enero de 2014 | Irán | 0–1     | Australia    | Royal Oman Police Stadium, Mascate                      |                                                         |
|                     |      | Reporte | Skapetis 56' | Asistencia: 250 espectadores Árbitro(s): Kim Jong Hyeok | Asistencia: 250 espectadores Árbitro(s): Kim Jong Hyeok |

| 14 de enero de 2014 | Kuwait | 0–0     | Japón | Royal Oman Police Stadium, Mascate                                          |                                                                             |
|                     |        | Reporte |       | Asistencia: 113 espectadores Árbitro(s): Muhammad Taqi Aljaafari Bin Jahari | Asistencia: 113 espectadores Árbitro(s): Muhammad Taqi Aljaafari Bin Jahari |

| 16 de enero de 2014 | Australia | 0–4     | Japón                                                    | Royal Oman Police Stadium, Mascate                              |                                                                 |
|                     |           | Reporte | Nakajima 18', 48' (pen.) · Yajima 24' · Brown 45' (a.g.) | Asistencia: 150 espectadores Árbitro(s): Abdulla Hassan Mohamed | Asistencia: 150 espectadores Árbitro(s): Abdulla Hassan Mohamed |

| 16 de enero de 2014 | Irán                 | 3–1     | Kuwait        | Estadio Al-Seeb, Seeb                                 |                                                       |
|                     | Rezaei 63', 67', 81' | Reporte | Alenezi 90+5' | Asistencia: 250 espectadores Árbitro(s): Liu Kwok Man | Asistencia: 250 espectadores Árbitro(s): Liu Kwok Man |

### Grupo D
| Nación         | J | G | E | P | GF | GC | Pts | Sal |
| -------------- | - | - | - | - | -- | -- | --- | --- |
| Irak           | 3 | 3 | 0 | 0 | 6  | 2  | 9   | +4  |
| Arabia Saudita | 3 | 2 | 0 | 1 | 4  | 4  | 6   | 0   |
| Uzbekistán     | 3 | 1 | 0 | 2 | 3  | 4  | 3   | +1  |
| China          | 3 | 0 | 0 | 3 | 2  | 5  | 0   | -3  |

| 12 de enero de 2014 | Uzbekistán                    | 2–1     | China              | Estadio Al-Seeb, Seeb                                  |                                                        |
|                     | Krimets 90+2' · Sergeev 90+4' | Reporte | Yang Chaosheng 35' | Asistencia: 80 espectadores Árbitro(s): Kim Jong-Hyeok | Asistencia: 80 espectadores Árbitro(s): Kim Jong-Hyeok |

| 12 de enero de 2014 | Arabia Saudita | 1–3     | Irak                          | Estadio Al-Seeb, Seeb                                           |                                                                 |
|                     | Majrashi 89'   | Reporte | Ismail 36' · Hussein 50', 69' | Asistencia: 484 espectadores Árbitro(s): Abdulla Hassan Mohamed | Asistencia: 484 espectadores Árbitro(s): Abdulla Hassan Mohamed |

| 14 de enero de 2014 | Irak                     | 2–1     | Uzbekistán     | Estadio Al-Seeb, Seeb                                      |                                                            |
|                     | Hussein 10' · Nadhim 38' | Reporte | Iskanderov 64' | Asistencia: 510 espectadores Árbitro(s): Mohd Amirul Izwan | Asistencia: 510 espectadores Árbitro(s): Mohd Amirul Izwan |

| 14 de enero de 2014 | China          | 1–2     | Arabia Saudita                  | Estadio Al-Seeb, Seeb                                         |                                                               |
|                     | Luo Senwen 57' | Reporte | Assiri 47' · Hawsawi 77' (pen.) | Asistencia: 200 espectadores Árbitro(s): Fahad Jaber Al-Marri | Asistencia: 200 espectadores Árbitro(s): Fahad Jaber Al-Marri |

| 16 de enero de 2014 | Arabia Saudita | 1–0     | Uzbekistán | Estadio Al-Seeb, Seeb                                                       |                                                                             |
|                     | Al Sudani 60'  | Reporte |            | Asistencia: 127 espectadores Árbitro(s): Muhammad Taqi Aljaafari Bin Jahari | Asistencia: 127 espectadores Árbitro(s): Muhammad Taqi Aljaafari Bin Jahari |

| 16 de enero de 2014 | China | 0–1     | Irak               | Royal Oman Police Stadium, Mascate                              |                                                                 |
|                     |       | Reporte | Hussein 14' (pen.) | Asistencia: 300 espectadores Árbitro(s): Hettikamkanamge Perera | Asistencia: 300 espectadores Árbitro(s): Hettikamkanamge Perera |

## Ronda final
En cuartos de final, semifinales y final se considera tiempo extra y Lanzamientos de tiro penal para para decidir el ganador en caso de ser necesario.
|  | Cuartos de final       | Cuartos de final |                |               | Semifinales | Semifinales |          |                | Final              | Final |  |
|  |                        |                  |                |               |             |             |          |                |                    |       |  |
|  |                        |                  |                |               |             |             |          |                |                    |       |  |
|  | Jordania               | 2                |                |               |             |             |          |                |                    |       |  |
|  | Jordania               | 2                |                |               |             |             |          |                |                    |       |  |
|  | Emiratos Árabes Unidos | 1                |                |               |             |             |          |                |                    |       |  |
|  | Emiratos Árabes Unidos | 1                |                | Jordania      | 1           |             |          |                |                    |       |  |
|  |                        |                  |                | Jordania      | 1           |             |          |                |                    |       |  |
|  |                        |                  | Arabia Saudita | 3             |             |             |          |                |                    |       |  |
|  | Australia              | 1                | Arabia Saudita | 3             |             |             |          |                |                    |       |  |
|  | Australia              | 1                |                |               |             |             |          |                |                    |       |  |
|  | Arabia Saudita         | 2                |                |               |             |             |          |                |                    |       |  |
|  | Arabia Saudita         | 2                |                |               |             |             |          | Arabia Saudita | 0                  |       |  |
|  |                        |                  |                |               |             |             |          | Arabia Saudita | 0                  |       |  |
|  |                        |                  | Irak           | 1             |             |             |          |                |                    |       |  |
|  | Siria                  | 1                | Irak           | 1             |             |             |          |                |                    |       |  |
|  | Siria                  | 1                |                |               |             |             |          |                |                    |       |  |
|  | Corea del Sur          | 2                |                |               |             |             |          |                |                    |       |  |
|  | Corea del Sur          | 2                |                | Corea del Sur | 0           |             |          | Tercer lugar   | Tercer lugar       |       |  |
|  |                        |                  |                | Corea del Sur | 0           |             |          | Tercer lugar   | Tercer lugar       |       |  |
|  |                        |                  | Irak           | 1             |             |             |          |                |                    |       |  |
|  | Irak                   | 1                | Irak           | 1             |             |             | Jordania | 0 (2)          |                    |       |  |
|  | Irak                   | 1                |                |               |             |             | Jordania | 0 (2)          |                    |       |  |
|  | Japón                  | 0                |                |               |             |             |          |                | Corea del Sur (p.) | 0 (3) |  |
|  | Japón                  | 0                |                |               |             |             |          |                | Corea del Sur (p.) | 0 (3) |  |
|  |                        |                  |                |               |             |             |          |                |                    |       |  |

### Cuartos de final
| 19 de enero de 2014 | Siria           | 1–2     | Corea del Sur                       | Estadio Al-Seeb, Seeb                                           |                                                                 |
|                     | Mardikian 90+5' | Reporte | Baek Sung-Dong 3' · Hwang Ui-Jo 11' | Asistencia: 300 espectadores Árbitro(s): Hettikamkanamge Perera | Asistencia: 300 espectadores Árbitro(s): Hettikamkanamge Perera |

| 19 de enero de 2014 | Jordania    | 1–0     | Emiratos Árabes Unidos | Sultan Qaboos Sports Complex, Mascate                   |                                                         |
|                     | Daldoum 84' | Reporte |                        | Asistencia: 800 espectadores Árbitro(s): Kim Jong-Hyeok | Asistencia: 800 espectadores Árbitro(s): Kim Jong-Hyeok |

| 20 de enero de 2014 | Australia           | 1–2     | Arabia Saudita            | Royal Oman Police Stadium, Mascate                   |                                                      |
|                     | Skapetis 77' (pen.) | Reporte | Assiri 58' · Al Ammar 62' | Asistencia: 200 espectadores Árbitro(s): Iida Jumpei | Asistencia: 200 espectadores Árbitro(s): Iida Jumpei |

| 20 de enero de 2014 | Irak      | 1–0     | Japón | Estadio Al-Seeb, Seeb                                       |                                                             |
|                     | Kalaf 84' | Reporte |       | Asistencia: 2250 espectadores Árbitro(s): Mohd Amirul Izwan | Asistencia: 2250 espectadores Árbitro(s): Mohd Amirul Izwan |

### Semifinales
| 23 de enero de 2014 | Corea del Sur | 0–1     | Irak       | Estadio Al-Seeb, Seeb                                                        |                                                                              |
|                     |               | Reporte | Nadhim 74' | Asistencia: 2600 espectadores Árbitro(s): Muhammad Taqi Aljaafari Bin Jahari | Asistencia: 2600 espectadores Árbitro(s): Muhammad Taqi Aljaafari Bin Jahari |

| 23 de enero de 2014 | Jordania       | 1–3     | Arabia Saudita                                    | Sultan Qaboos Sports Complex, Mascate                          |                                                                |
|                     | Al-Dardour 34' | Reporte | Al Ammar 29' · Majrashi 65' · Assiri 90+2' (pen.) | Asistencia: 1500 espectadores Árbitro(s): Fahad Jaber Al-Marri | Asistencia: 1500 espectadores Árbitro(s): Fahad Jaber Al-Marri |

### Tercer puesto
| 25 de enero de 2014 | Jordania                                        | 0–0 (3–2 p.)               | Corea del Sur                                                                | Estadio Al-Seeb, Seeb                                                    |                                                                          |
|                     |                                                 | Reporte                    |                                                                              | Asistencia: 337 espectadores Árbitro(s): Yaqoob Said Abdullah Abdul Baqi | Asistencia: 337 espectadores Árbitro(s): Yaqoob Said Abdullah Abdul Baqi |
|                     |                                                 | Tiros desde el punto penal |                                                                              |                                                                          |                                                                          |
|                     | Al-Dardour · Zahran · Al-Khawaldeh · Abu Amarah |                            | Baek Sung-Dong · Moon Chang-Jin · Nam Seung-Woo · Lim Chang-Woo · Yun Il-Lok |                                                                          |                                                                          |

### Final
| 26 de enero de 2014 | Arabia Saudita | 0–1     | Irak             | Estadio Al-Seeb, Seeb                                            |                                                                  |
|                     |                | Reporte | Abdul-Raheem 33' | Asistencia: 4700 espectadores Árbitro(s): Abdulla Hassan Mohamed | Asistencia: 4700 espectadores Árbitro(s): Abdulla Hassan Mohamed |

|                          |
|                          |
| Campeón Irak 1.er título |

## Goleadores
5 goles
- Kaveh Rezaei

4 goles
| - Marwan Hussein | - Hamza Al-Dardour |

3 goles
| - Shoya Nakajima | - Abdulfattah Assiri |

2 goles
| - Peter Skapetis - Mustafa Nadhim - Jo Kwang | - Baek Sung-Dong - Yun Il-Lok - Hatem Al-Hamhami | - Nasouh Nakdali - Abdullah Khalid Al Ammar - Mohammed Majrashi |

1 gol
| - Ryan Kitto - Luo Senwen - Yang Chaosheng - Behnam Barzay - Mohannad Abdul-Raheem - Dhurgham Ismail - Amjad Kalaf - Takuma Asano - Riki Harakawa - Shinya Yajima - Ibrahim Daldoum - Odai Khadr | - Bilal Qwaider - Ahmed Samir - Mahmoud Za'tara - Pak Kwang-Ryong - Hwang Ui-Jo - Kim Kyung-Jung - Lim Chang-Woo - Moon Chang-Jin - Faisal Edhms Alenezi - Maung Maung Soe - Sami Al Hasani | - Raed Saleh - Zakaria Sami Al Sudani - Motaz Ali Hassan Hawsawi - Mardik Mardikian - Hamid Mido - Yousif Saeed - Salim Khalfan Saif - Jamshid Iskanderov - Egor Krimets - Igor Sergeev - Sadam Hussein |

Autogoles
| - Corey Brown (ante Japón) | - Lim Chang-Woo (ante Jordania) |